# Lo Solanell (Hortoneda)
Lo Solanell és una solana del terme municipal de Conca de Dalt, a l'antic terme d'Hortoneda de la Conca, al Pallars Jussà, en territori que havia estat del poble d'Hortoneda.
Es troba a l'est-sud-est d'Hortoneda, a la dreta de la llau de Lleixier, al nord de l'Obaga del Serrat de Segan i a migdia de l'Obaga de la Mitgenca.